# Cefaloglicina
A cefaloglicina (DCI) é um antibiótico de cefalosporina de primeira geração.